# Miguel Concha Manso
Miguel Andrés Concha Manso (Santiago de Chile, 28 de marzo de 1987) es un periodista y político chileno, militante del Frente Amplio. Alcalde de Peñalolen por el periodo 2024-2028.

## Biografía
Estudió periodismo en la Universidad Católica, con un magíster en ciencias políticas en la Universidad de Chile.
Entre 2010 al 2014 trabajo como periodista en el diario El Mercurio. En 2014 fue asesor de prensa en el gabinete presidencial de la expresidenta Michelle Bachelet. Fue Jefe de gabinete de la Delegación Presidencial de la Región Metropolitana.
Para las elecciones municipales de 2021, Miguel Concha se postuló para alcalde de la comuna de Peñalolén y obtuvo 24.177 votos quedando en segundo lugar contra Carolina Leitao, representante del Partido Demócrata Cristiano (DC).
Para las elecciones municipales de 2024, Miguel Concha fue electo alcalde de Peñalolén, venciendo en una estrecha votación a la candidata Claudia Mora (Renovación Nacional/Chile Vamos).